# Sergio Villarreal
Sergio Alejandro Villarreal Elizondo, (Monterrey, Nuevo León, México, el 24 de febrero de 1971) es un compositor y cantante mexicano. Ha escrito más de 1,000 canciones y grabado 12 discos como vocalista del "Grupo Ladrón", también ha dirigido y producido a numerosos artistas del género grupero.

## Datos biográficos
Hijo del ingeniero Antonio B. Villarreal y de Alicia Elizondo, originarios de Hidalgo (Nuevo León), poblado cercano a Monterrey (30 km aproximadamente) es el menor de cinco hermanos. Desde muy temprana edad (7 años) compuso su primera canción de contenido infantil. A los 14 años empezó a componer melodías religiosas para la Iglesia del pueblo de Hidalgo N. L. "Nuestra Señora del Pueblito" componiendo un total de 5 misas y numerosas canciones religiosas. Estuvo de director del coro de esa iglesia aproximadamente 8 años. Participó en concursos musicales en las universidades de la localidad obteniendo los primeros lugares, después formó un grupo vocal de música pop llamado "Santa Lucía" también conocido como "Los Villarreal" (integrado por: Aída Garza, Francis Lozano, Sergio y su hermano Carlos Villarreal) y con este grupo representaron a México en 1986 en el festival de la Amazonia en Iquitos, Perú, haciendo un digno papel. En 1987 llegaron a ser finalistas en "Valores Juveniles Bacardi", festival que dirigía y conducía el Sr. Raúl Velasco. También concursó como compositor en este festival y 2 de sus canciones quedaron entre las 10 finalistas entre un total de 42,000 canciones participantes. En el grupo "Los Villarreal" permaneció 3 años, pero cuando ya iba a ser grabado, firmado en 1987 y lanzado internacionalmente por la compañía EMI Capitol, hubo problemas con sus integrantes y el grupo se desintegró, truncándole a Sergio todos sus esfuerzos por incursionar en el mundo del espectáculo.
En 1988 formó junto con Willy Mejía un grupo de rock llamado "Gatos con Botas", tocaron en lugares como Rockotitlán en la Ciudad de México así como en lugares concurridos de esa época en Monterrey, N. L. como "La Nube del Ángel" entre otros. Este grupo estaba formado por 4 integrantes: Sergio Villarreal (vocalista), Willy Mejía (baterista), Oscar García (guitarrista) y César Domínguez (bajista). En un intento por hacer y cantar música popular grupera, Sergio le comentó a Willy que si quería formar un grupo que interpretara este tipo de música, Willy aceptó, pero al proponérselo a Oscar y a César no quisieron incursionar en el ambiente grupero (Música Popular Mexicana). Anduvieron buscando por casi un año a un bajista y a un tecladista hasta que por fin en abril de 1991 encontraron a Omar y a Gary en la escuela de música donde estudiaban y formaron el "Grupo Ladrón". Mientras tanto, en ese mismo tiempo, Sergio impartió clases como maestro de física y matemáticas en la "Universidad Regiomontana" y en muy poco tiempo le ofrecieron "Planta" (trabajo estable y seguro) en dicha universidad por su dedicación y empeño. Fue en 1991 cuando deja la docencia e incursiona al ambiente discográfico como director artístico de la compañía disquera "DISA", haciendo direcciones de bandas y grupos famosos como: "Grupo Bryndis", "Los Cardenales de Nuevo León", "Los Traileros del Norte", "Banda Móvil", "Banda R-15", "Sonido Mazter", "Grupo Flash" y "Norma Sol" entre otros, hasta que a finales de 1992 dejó este puesto por el éxito inesperado que tuvo con su "Grupo Ladrón".
Sergio, estudió en la Universidad Autónoma de Nuevo León la carrera de Ingeniero Mecánico Metalúrgico y obtuvo un título honorífico por sus altas calificaciones. También estudió la Licenciatura en Música, en la Universidad Regiomontana, pero esta carrera la dejó inconclusa pues ya no pudo seguir estudiándola debido al exceso de trabajo.
Actualmente es el vocalista de uno de los grupos más famosos del género grupero el "Grupo Ladrón" y tiene más de 200 canciones grabadas profesionalmente por su grupo y otros artistas como "Aída Cuevas" con la canción de "Si no estás tú", "Los Cardenales de Nuevo León" con las canciones "Para olvidarme de ti", "Qué lástima" y otras más, "Los Traileros del Norte" con "Y voló la paloma" "Grupo Liberación" con "Tu engaño" el Grupo "Sonido Mazter" con "Falsa Traición", "Flash" con "Las cartas de la baraja" y muchos otros grupos y artistas mexicanos, centroamericanos y sudamericanos más.

## Reconocimientos y logros
- "Medalla al Mérito Cívico" por su aportación a la música (2018) – Máxima distinción que otorga el Estado de Nuevo Léon, México, a sus ciudadanos que por su trabajo y esfuerzo han formado una trayectoria muy importante para la sociedad.
- "25 años Trayectoria SACM" (2018) – Reconocimiento que otorga la "Sociedad de Autores y Compositores de México" por permanecer 25 años de éxitos con sus canciones que se escuchan internacionalmente.
- "Autor y compositor" de todos los éxitos de Grupo Ladrón, así como de muchos artistas reconocidos internacionalmente.

## Intérpretes que han grabado sus temas
- Aída Cuevas a dueto con Héctor Prieto (México)
- Los Cardenales de Nuevo León (México)
- Los Traileros del Norte (México)
- Conjunto Atardecer (Estados Unidos)
- Grupo Liberación (México)
- Grupo Pegasso (Mexico)
- Sonido Mazter (México)
- Grupo Okiroki (México)
- Tropical Panamá (México)
- Grupo Falmingo (México)
- Norma Sol (México)
- Grupo Flash (México)
- La Nueva Mezkla (Argentina)
- Salomón Robles (México)
- Grupo Comanche (Argentina)
- Grupo Uno (Argentina)
- Amerikan Sound (Chile)
- Grupo Antifaz (México)
- Contacto Musical (México)
- Conquistador Musical (Estados Unidos)
- Los Benítez de la Sierra (México)
- Dayron Erney (Colombia)
- Grupo La Lumbre (México)
- Shaila Dúrcal (España)
- Amandititita (México)
- El Gran Silencio (México)
- Los Acosta (México)
- Los Rehenes (México)
- Los Caminantes (México)

## Discografía con el "Grupo Ladrón"
- (1991) Corazón desvalido
- (1992) No tengo lágrimas
- (1994) Culpable de tu amor
- (1995) Pienso en ti
- (1996) 15 súper temas “A pesar de todo”
- (1997) Piden tu mano
- (1998) Enamórate de un ladrón
- (1999) Si fueras mi esposa
- (2001) La misma historia
- (2001) Esperando tu regreso
- (2002) Ladrón en Vivo. Románticos con acordeón y más…
- (2005) El Regreso…
- (2007) De nuevo contigo
- (2008) Por siempre...
- (2013) El impulso de llamarte
- (2015) ¡Mírame! ¡Mírame!
- (2018) Se roba a grandes artistas (duetos con artistas internacionales)
- (2021) Románticos por siempre (ft. Briseyda Solís)
- (2024) No puedo estar sin ti (Sencillo)

RECOPILACIONES
- 2019: Lo Más Escuchado De Grupo Ladrón
- 2020: Ayer, Hoy Y Siempre Con Ladrón
- 2021: Lo Más Romántico De Ladrón
- 2022: Favoritas Con Amor